# Оболонська набережна, 1
Оболонська набережна, 1 — комплекс із двох хмарочосів у 30 і 26 поверхів у Києві.

## Опис проекту
На Оболонській набережній ЗАТ МЖК «Оболонь» збудував багатоповерховий житловий комплекс, який став висотною домінантою південної частини Оболоні.
На ділянці площею 0,93 га, розташованій поблизу Північного мосту, компанія розпочала будівництво двох будинків 26 і 30 поверхів з 4-х поверховою стилобатною частиною. Каркаси будинків будуть із монолітного залізобетону з безбалочним покриттям. Стіни — цегляні, з вентильованою фасадною системою з утеплювачем.
Перші два поверхи жилого комплексу займають приміщення громадського призначення: магазин (321 м²), ресторан (860), боулінг-клуб (390) та ігрові приміщення (375). Крім того, там же розташовані кафе, аптека, салон краси, офіс компанії «Услуги сантехника», хімчистка та інші об'єкти побутових послуг. Площа офісних приміщень складає 375,8 м². В підземній частині розміститься двосекційний підземний паркінг на 200 машиномісць.
Житлові поверхи у 26-х поверховому будинку розташовані з 4-го до 26 поверху, у 30-ти поверховому — з 4 до 27 поверху. На 29-30 поверхах є ресторан на 50 місць, з чудовими видами на Дніпро. На верхніх поверхах побудували багаторівневі квартири. Всього планувалося побудувати 258 квартир: — 1, — 2 ,- 3-х , -4-х , -5-ти, -6-ти кімнатні квартири.
Форми і фасади будинків виконано у формі вітрила. Зовнішнє оздоблення цокольної частини приміщень, будівельники виконали із сірого граніту і керамогранітних панелей. На прилеглій до комплексу території були висаджені дерева, облаштовані дитячі майданчики.

## Галерея

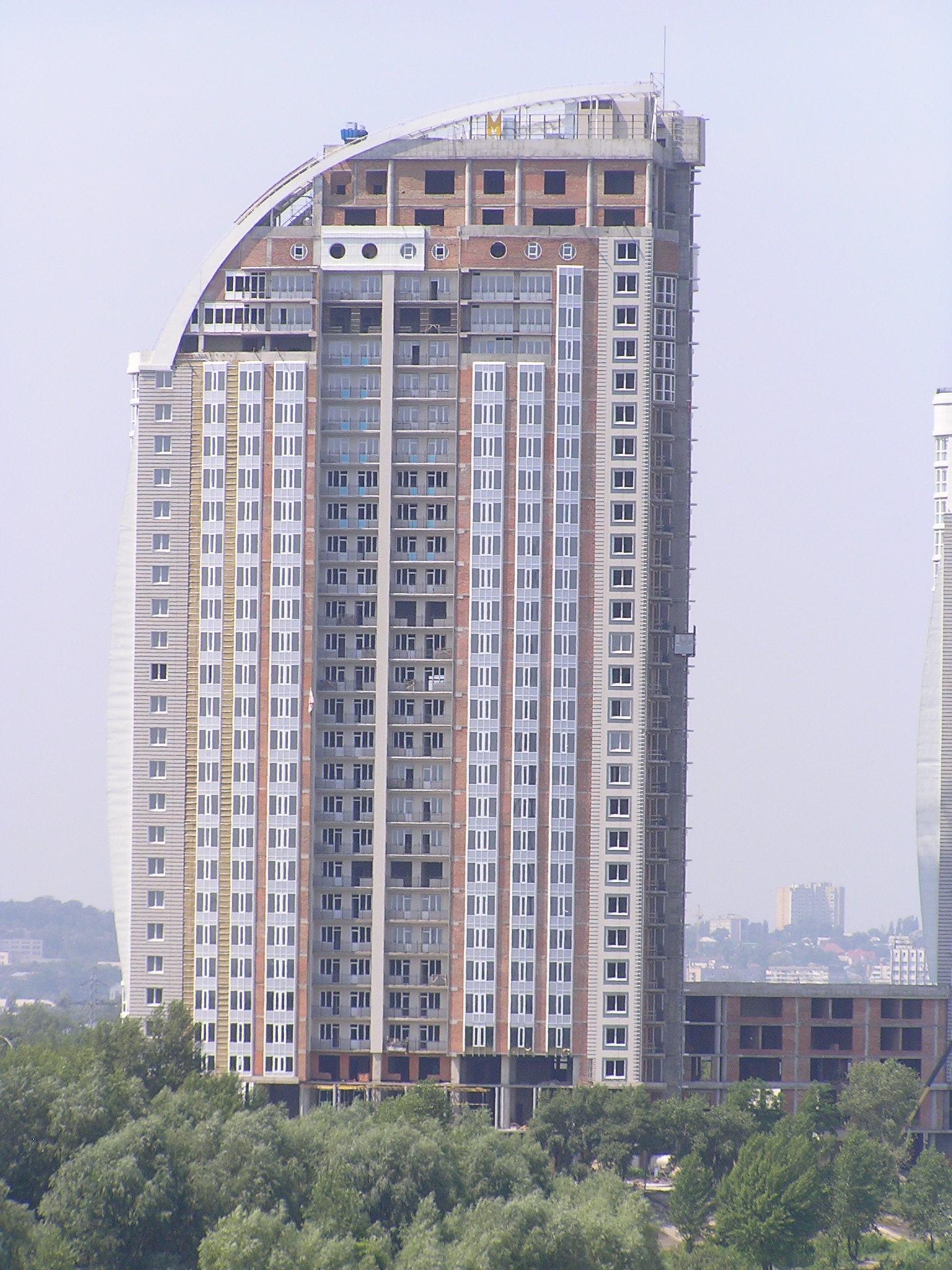
будівництво, 2011 р.
будівництво, 2012 р.
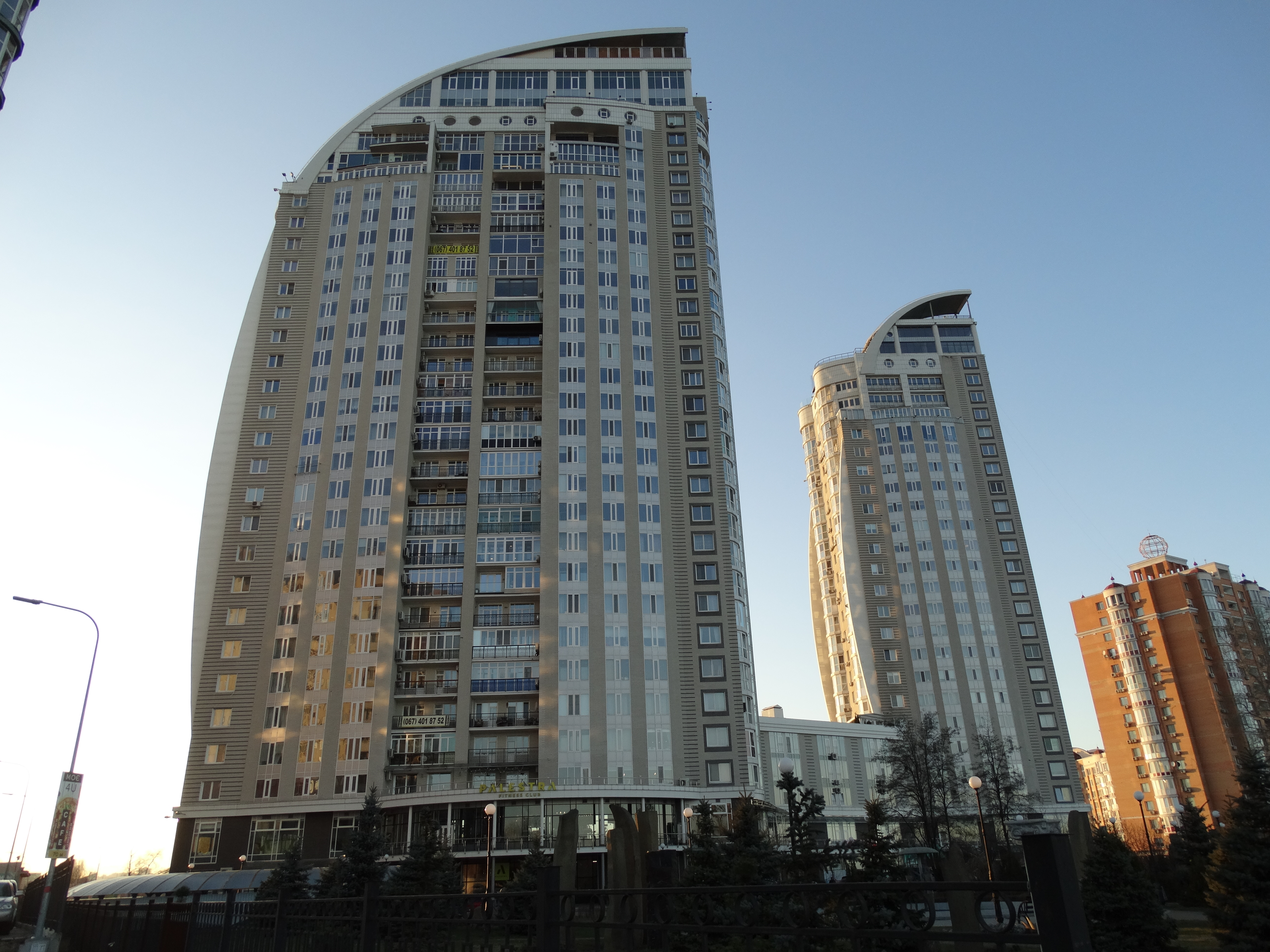
вид з Оболонської набережної